# فوشيمي إناري

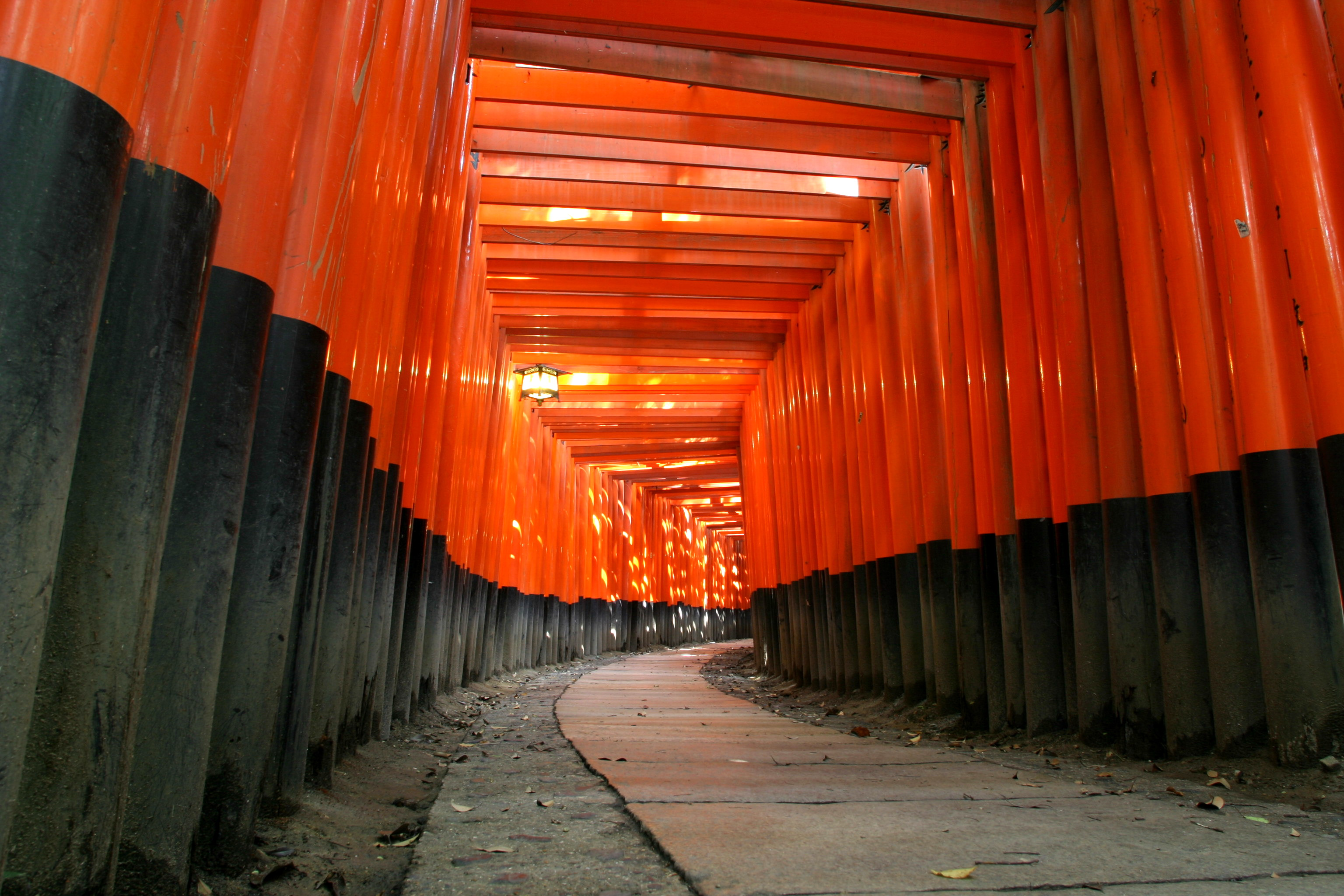
الطريق المؤدي إلى الضريح الداخلي

فوشيمي اناري تايشا (伏見稲荷大社، Fushimi Inari Taisha) هو جينجا لعبادة الإله (باليابانية: كامي) إناري إله الخصوبة والرز والزراعة والثعالب والصناعة والنجاح في معتقدات الشنتو. الضريح يقع في كيوتو، اليابان عند قاعدة جبل يسمى أيضا إناري. جد معروف بالأعداد الهائلة لتوري المتواجدة على جانبي الطريق المؤدية إلى الضريح.

## تاريخ

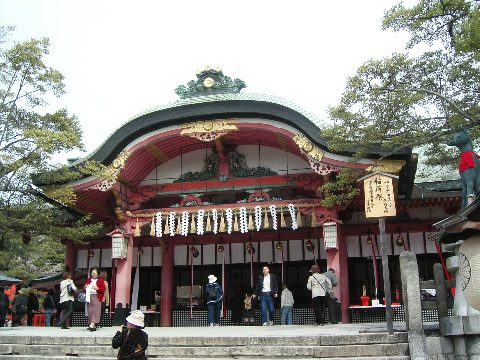
الضريح الرئيسي.

تم وضع ثلاث كامي في المكان الموجود في مكان الضريح حالياً عند جبل إناري في عام 711 بأمر من الإمبراطور الياباني.

## معرض صور

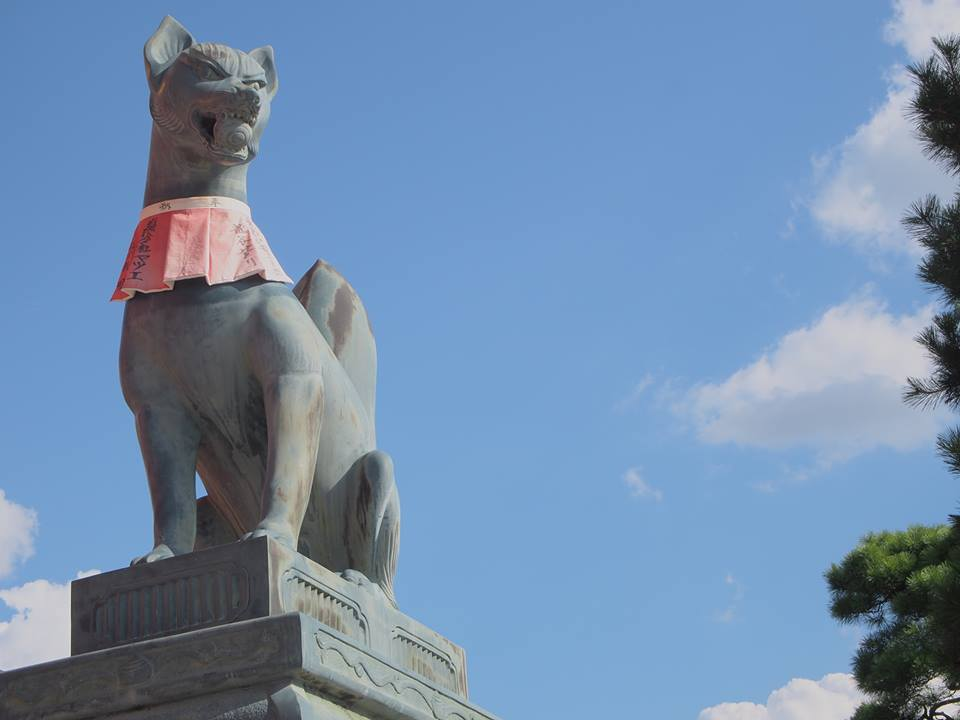
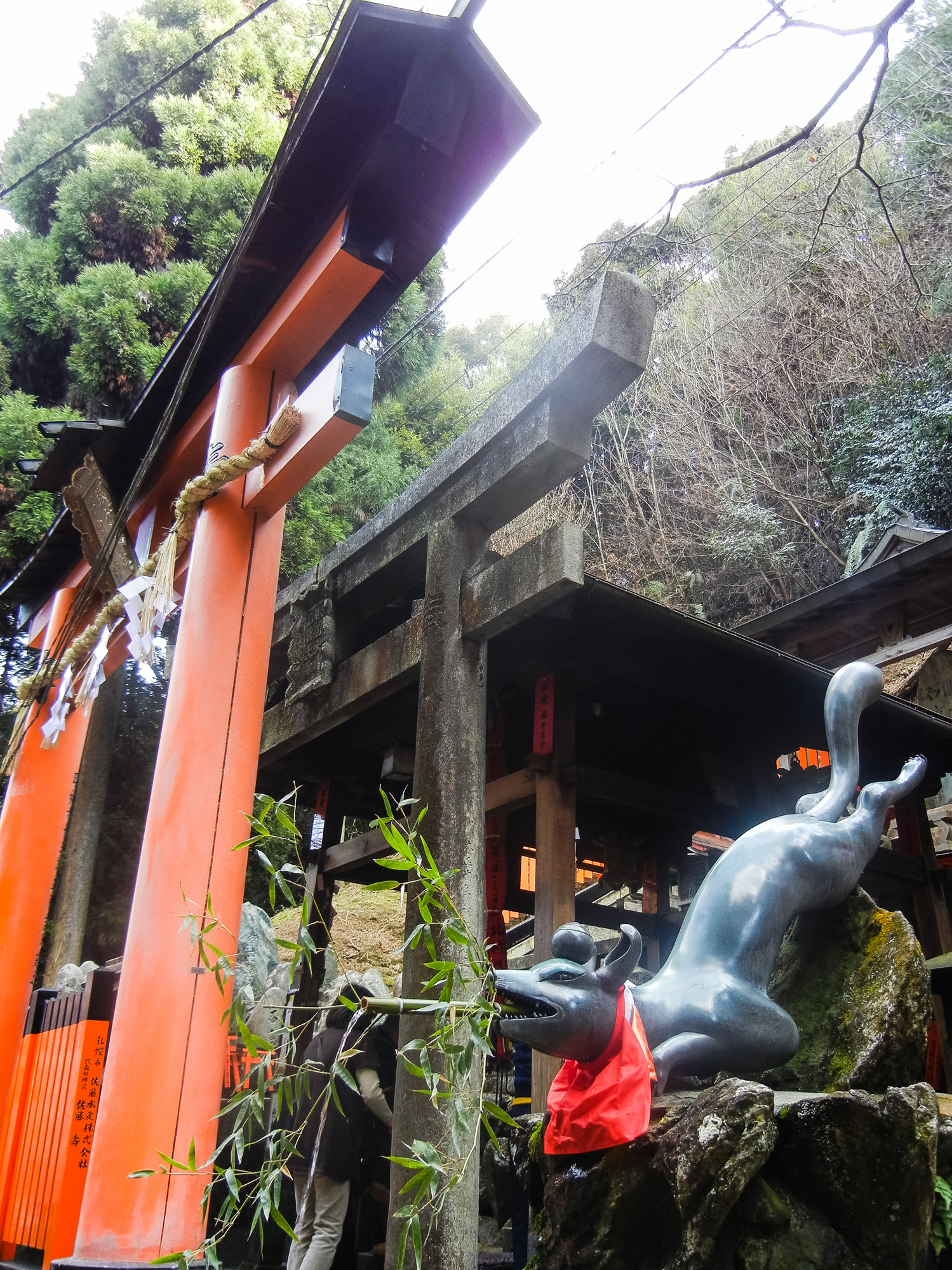
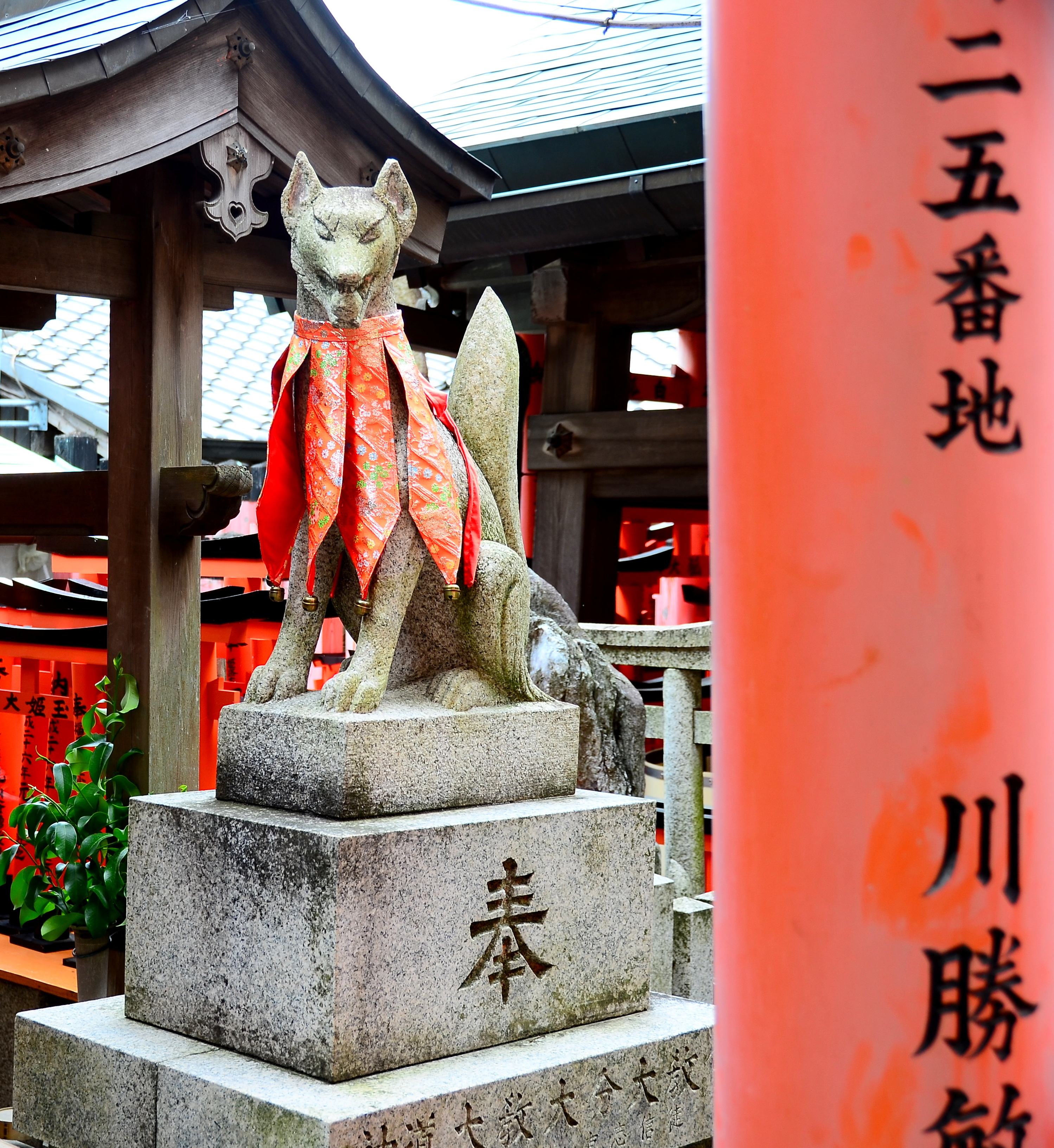
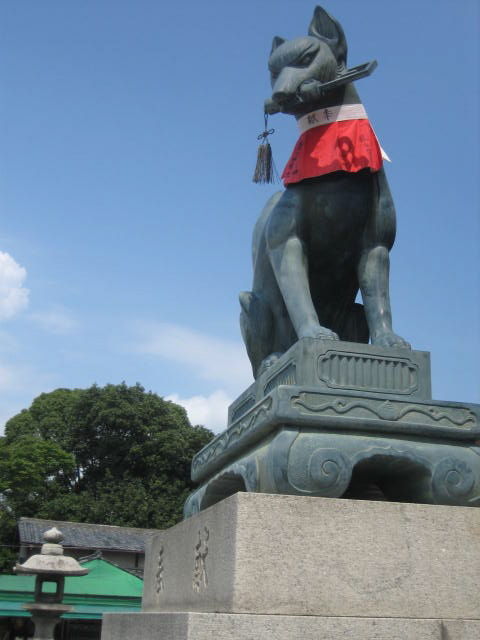
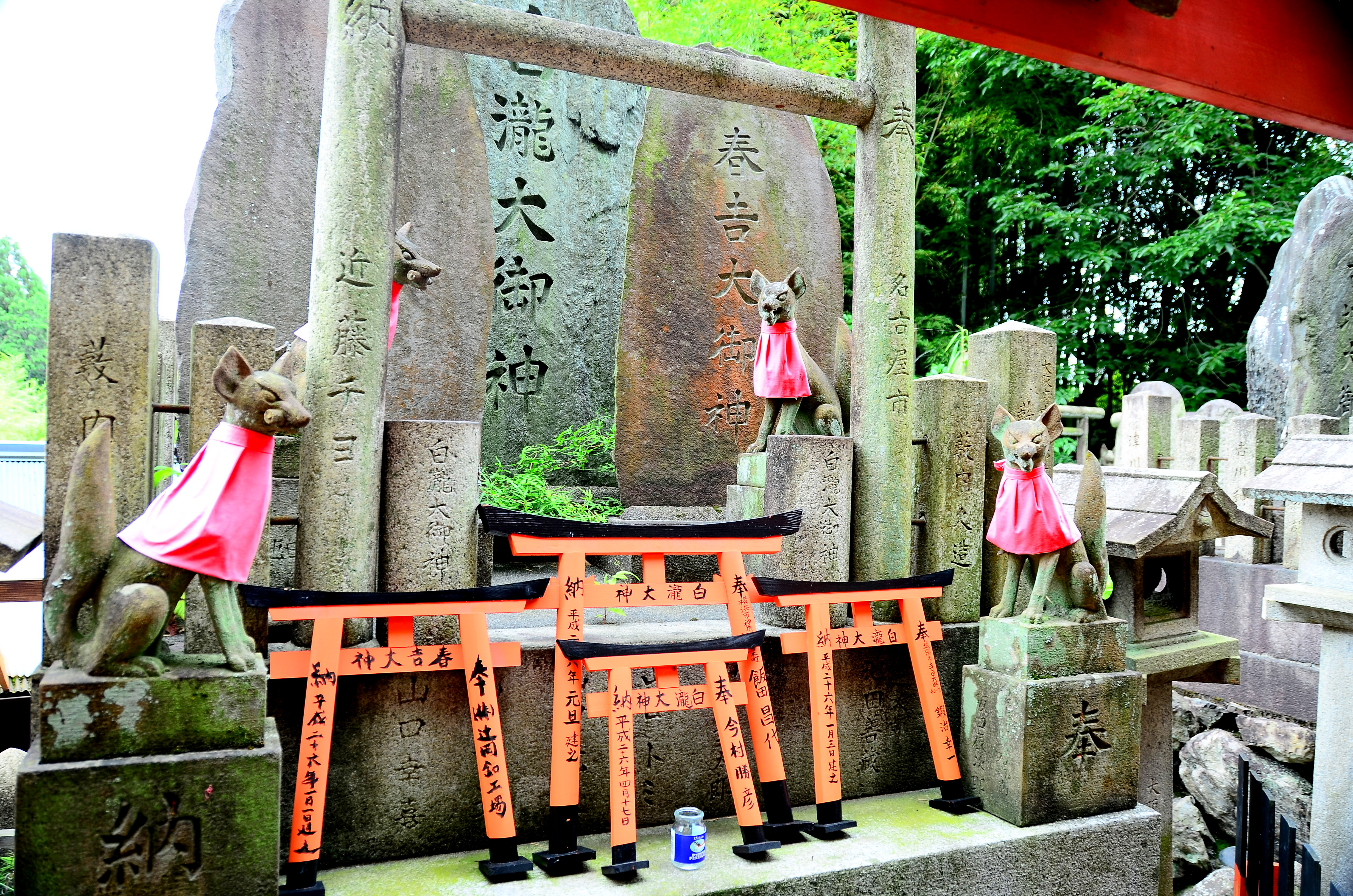
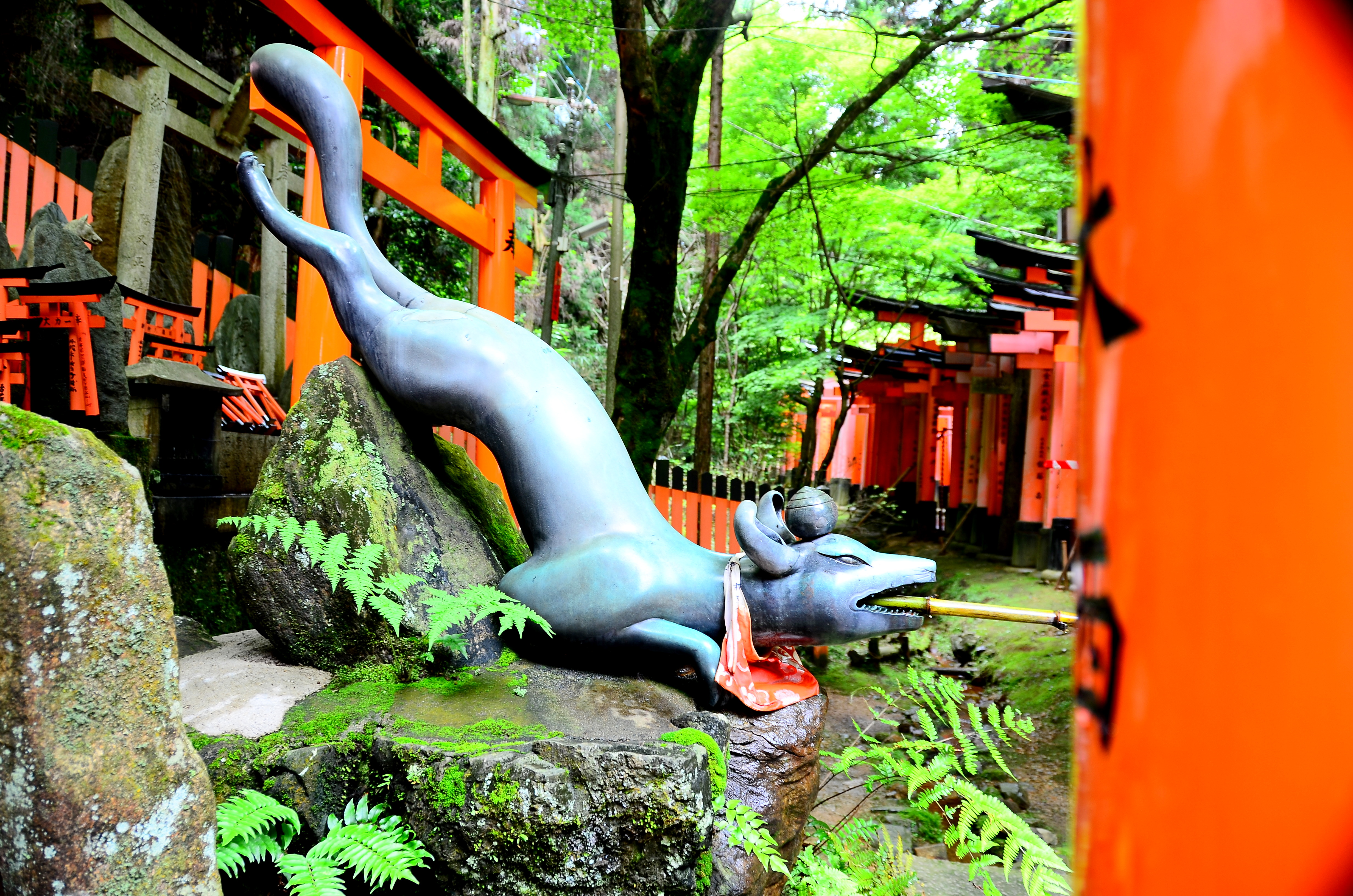

## مواقع خارجية
- الموقع الرسمي للضريح
- صور لضريح فوشيمي إناري تايشا